# Salvador de Alba Jr.
Salvador de Alba Jr. (Guadalajara, Jalisco, México; 11 de diciembre de 1999) es un piloto de automovilismo mexicano. Actualmente compite en la SC Súper Copa, la NASCAR México Series y en la Indy NXT.
Ha sido 2 veces campeón de la SC Súper Copa y fue campeón de la NASCAR PEAK Mexico Series en 2021.y NASCAR Mexico Series en 2023

## Carrera

### Inicios
De Alba Jr. disputó numerosos eventos de karting nacionales e internacionales, esto en el periodo de 2010 al 2015, logrando en 2013 ganar la Rotax Grand Finals.

### Super Copa
A partir de 2015, De Alba Jr. empezó a competir en la Super Copa Telcel con el Sidral Aga Racing Team, logrando obtener los honores de Novato del Año. En 2019, ganó el campeonato de la SC Súper Copa en la GTM Pro 1, esto con cinco victorias y podios en las ocho carreras. Terminó tercero en la serie Tractocamiones Freightliner, con dos victorias y cinco podios.
Para el 2021, De Alba Jr. volvería ganar la SC Súper Copa de nuevo con GTM Pro 1 con el equipo Sidral Aga.

## Resumen de carrera
| Temporada | Categoría                                   | Equipo                        | Carreras     | Victorias    | Poles        | VR           | Podios       | Puntos       | Pos.         |
| --------- | ------------------------------------------- | ----------------------------- | ------------ | ------------ | ------------ | ------------ | ------------ | ------------ | ------------ |
| 2014      | Fórmula 4 Sudamericana                      | N/A                           | 2            | 0            | 0            | 0            | 0            | 12           | 21.º         |
| 2015      | Super Copa Telcel - V8                      | Sidral Aga Racing Team        | 9            | 0            | 0            | 0            | 0            | 483          | 12.º         |
| 2016      | Super Copa Telcel - V8                      | Sidral Aga Racing Team        | 10           | 0            | 1            | 0            | 2            | 706          | 4.º          |
| 2017      | SC Súper Copa - Tractocamiones Freightliner | Race Planet                   | 2            | 1            | 0            | 0            | 1            | 172          | 14.º         |
| 2017      | NASCAR Mexico Series                        | Sidral Aga Racing Team        | 12           | 0            | 2            | 0            | 1            | 380          | 12.º         |
| 2018      | SC Súper Copa - Tractocamiones Freightliner | Race Planet                   | 7            | 2            | 1            | 1            | 3            | 572          | 2.º          |
| 2018      | NASCAR Mexico Series                        | Sidral Aga Racing Team        | 12           | 1            | 4            | 0            | 3            | 419          | 6.º          |
| 2019      | SC Súper Copa - GTM Pro 1                   | Sidral Aga - Red Cola         | 8            | 5            | 2            | 1            | 8            | 489          | 1.º          |
| 2019      | SC Súper Copa - Tractocamiones Freightliner | Red Cola-Freightliner         | 8            | 2            | 2            | 4            | 5            | 360          | 3.º          |
| 2019      | NASCAR Mexico Series                        | Sidral Aga Racing Team        | 12           | 3            | 5            | 0            | 5            | 475          | 2.º          |
| 2020      | SC Súper Copa - Tractocamiones Freightliner | Red Cola - Sidral Aga         | 7            | 0            | 0            | 0            | 0            | 535          | 4.º          |
| 2020      | NASCAR Mexico Series                        | Sidral Aga Racing Team        | 12           | 2            | 2            | 0            | 5            | 445          | 4.º          |
| 2021      | SC Súper Copa - Tractocamiones Freightliner | Sidral Aga                    | 8            | 1            | 0            | 0            | 1            | 600          | 6.º          |
| 2021      | SC Súper Copa - GTM Pro 1                   | Sidral Aga                    | 16           | 7            | 3            | 0            | 14           | 1069         | 1.º          |
| 2021      | NASCAR PEAK Mexico Series                   | Sidral Aga Racing Team        | 12           | 4            | 4            | 0            | 7            | 394          | 1.º          |
| 2022      | NASCAR Mexico Series                        | Sidral Aga Racing Team        | 12           | 1            | ?            | ?            | ?            | 392          | 5.º          |
| 2022      | Indy Pro 2000                               | Jay Howard Driver Development | 17           | 2            | 1            | 2            | 4            | 289          | 8.º          |
| 2023      | SC Súper Copa - GTM Pro 1                   | Sidral Aga - Red Cola         | ?            | ?            | ?            | ?            | ?            | ?            | ?            |
| 2023      | NASCAR México Series                        | Sidral Aga Racing Team        | ?            | ?            | ?            | ?            | ?            | ?            | ?            |
| 2023      | Campeonato USF Pro 2000                     | Exclusive Autosport           | 18           | 1            | 0            | 2            | 4            | 291          | 3.º          |
| 2024      | Indy NXT                                    | Andretti Cape Indy NXT        | 14           | 0            | 0            | 0            | 2            | 331          | 5.º          |
| 2025      | Indy NXT                                    | Andretti Global               | Disputándose | Disputándose | Disputándose | Disputándose | Disputándose | Disputándose | Disputándose |
| Fuente:   |                                             |                               |              |              |              |              |              |              |              |

## Resultados

### Campeonato USF Pro 2000
(Clave) (negrita indica pole position) (cursiva indica vuelta rápida)

| Año   | Equipo                        | 1     | 2      | 3      | 4      | 5      | 6     | 7      | 8     | 9     | 10    | 11    | 12    | 13     | 14      | 15    | 16    | 17    | 18    | Pos. | Puntos |
| ----- | ----------------------------- | ----- | ------ | ------ | ------ | ------ | ----- | ------ | ----- | ----- | ----- | ----- | ----- | ------ | ------- | ----- | ----- | ----- | ----- | ---- | ------ |
| 2022  | Jay Howard Driver Development | STP 9 | STP 15 | ALA 15 | ALA 8  | IMS 1* | IMS 6 | IMS 16 | IRP 8 | RDA 4 | RDA 3 | MOH 2 | MOH 5 | TOR 14 | TOR DNS | GTW 1 | POR 8 | POR 6 | POR 7 | 8.º  | 289    |
| 2023* | Exclusive Autosport           | STP 7 | STP 17 | SEB 7  | SEB 16 | IMS 6  | IMS 2 | IRP 1  | ROA   | ROA   | MOH   | MOH   | TOR   | TOR    | COA     | COA   | POR   | POR   | POR   | 4.º* | 124*   |

- * Temporada en progreso.